# Salou Djibo
Salou Djibo (Namaro, 15 aprile 1965) è un politico e generale nigerino.
Dopo aver messo in atto un golpe militare il 18 febbraio 2010, spodestando il presidente in carica Mamadou Tandja e formando una giunta militare a comando di un governo ad interim, il tenente Djibo si è insediato come presidente del Niger, divenendo così il leader de facto dello stato africano. Djibo ha espresso la volontà di portare il Niger verso la democrazia, istituendo il Consiglio Supremo per la Restaurazione della Democrazia.